# ダレル・ラズナー
ダレル・ウェイン・ラズナー（Darrell Wayne Rasner , 1981年1月13日 - ）は、アメリカ合衆国ネバダ州出身の元プロ野球選手（投手）。右投右打。

## 経歴

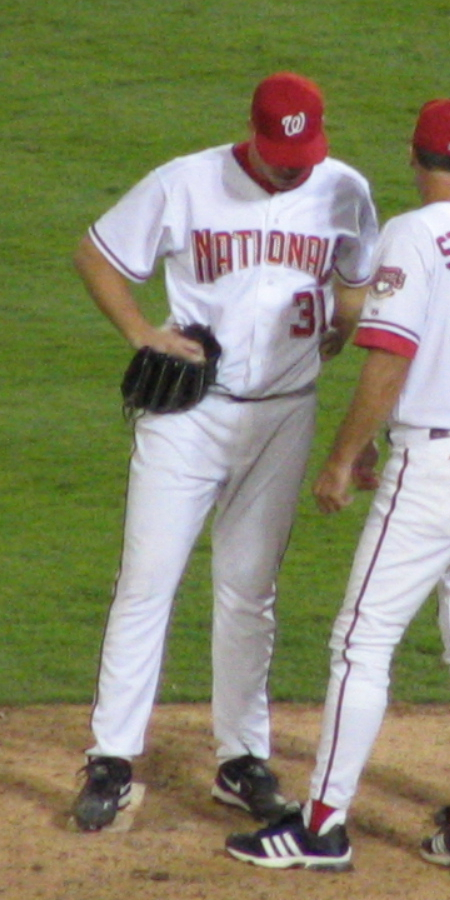
ワシントン・ナショナルズ時代
(2005年10月1日)

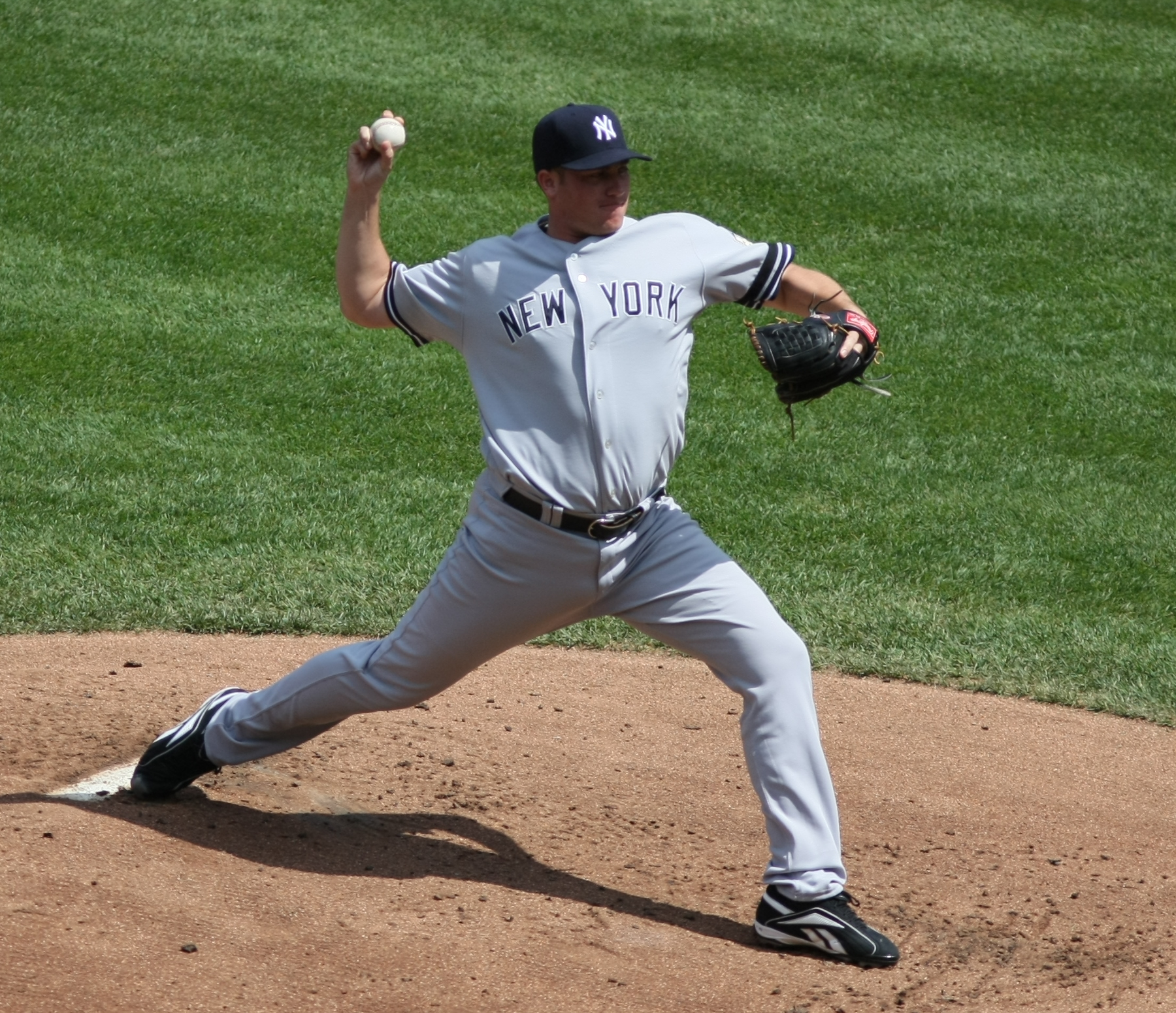
ニューヨーク・ヤンキース時代
(2008年8月24日)

2002年、ドラフト2巡目でモントリオール・エクスポズに入団。その後、2005年9月6日にワシントン・ナショナルズでメジャーデビュー。
2006年2月11日、ニューヨーク・ヤンキースへ移籍。9月3日のツインズ戦ではメジャー初勝利を挙げた。2007年は、相次ぐ先発の故障と不振から、シーズン序盤に先発として活躍したものの、5月19日のメッツ戦でエンディ・チャベスの打球を右手に受け、負傷降板。右手人差し指を骨折し、残りシーズンでメジャーへ復帰することはなかった。同シーズンオフにはフリーエージェントとなるものの、数日後にヤンキースとマイナー契約を結んだ。
2008年はマイナーで開幕を迎えたものの、5月4日に故障者リスト入りしたフィル・ヒューズの代役としてメジャー復帰。当日のマリナーズ戦で先発し6回2失点で勝利を飾ったが、その後は安定感を欠く投球が続き、首脳陣からローテーション降格を言い渡された。
2008年11月15日、ヤンキースがラズナーの保有権を東北楽天ゴールデンイーグルスに100万ドルで売却したことが明らかになった。12月6日、楽天と1年契約、年俸125万ドルで契約を結んだ。なお2年目以降の契約は球団が選択権を持つ。

### 楽天時代
2009年4月5日の対北海道日本ハムファイターズ戦で来日初登板。3回までは相手打線を1安打に抑える上々の滑り出しを見せるも、4回裏に1死後に本塁打1本を含む6連打を浴び、一挙6失点を喫して降板。続く4月12日の対埼玉西武ライオンズ戦で本拠地初登板を果たし、2回表に中村剛也のソロ本塁打を許した以外は7回まで1人の走者も出さない完璧な内容で、8回以降も大きく崩れることはなく、被安打3の無四球完投で堂々の来日初勝利をあげた。しかし、4月19日、対オリックス・バファローズ戦では、2回裏にタフィ・ローズ、ホセ・フェルナンデスに本塁打を許したのを皮切りに、4回裏にも集中打を浴びて、3回1/3を8失点で降板して来日初黒星、チームも0-15で惨敗した。その後、6月に一軍登録を抹消され二軍暮らし。9月に一軍復帰を果たし、チームが球団初のAクラス及びクライマックスシリーズ進出を決めた翌日の10月4日の西武戦に先発するも6回途中4失点で敗戦投手となり、同時にチームは1シーズンの対戦成績で西武戦に勝ち越せず、五分に終わった（2014年まで楽天は西武に1シーズンでの対戦成績で勝ち越したことが一度もない）。最終的には4勝7敗、防御率6.09という成績でシーズンを終えた。
2010年シーズンも開幕からローテーション入りを果たす。前年の倍近くのイニングを投げて、シーズンの規定投球回もクリア。被本塁打は同数と改善が見られたものの、好投するも味方の援護に恵まれないといった試合が続き、さらに中6日や中4日などローテーションの乱れの影響か、時折大崩れする試合があったこともあり、5勝11敗、防御率4.48に終わった。しかし、12月1日、球団からフアン・モリーヨ、ランディー・ルイーズらと共に来季も契約を継続することが発表された。
2011年も開幕から引き続きローテーションに入っていたが、5月15日の千葉ロッテマリーンズ戦にて投球中に右脚を負傷し、約2ヶ月戦線離脱を余儀なくされる。7月6日に抑えを務めていたライアン・スパイアーが調整によって登録抹消されたのを受けて緊急昇格し、即日来日初となる中継ぎでの登板で復帰。そのままスパイアーに代わってクローザーを任されることとなった。先発時は140km/h前後だった直球が抑えでは150km/h近くを記録するようになった事で、持ち前のコントロールの良さが生きるようになった事がハマり、シーズン最後まで抑えを務めた結果リーグ7位の17セーブを挙げ、防御率も2.04と過去最高の成績を残し、被本塁打も53イニングで1本のみだった。中継ぎのみの成績だと29試合で防御率0.89、WHIP0.89、被安打率も先発時の.315に対して中継ぎだと.211など圧倒的な成績だった。
2012年は前年の活躍から、開幕をクローザーとして迎えた。しかし5月に股関節の故障によって離脱。その間にセットアッパーだった青山浩二がクローザーとして大活躍したため、実質的に青山と役割が入れ替えとなった。故障明けの時は起用が一定しなかったため一時期成績を落としたものの、8回を任されるセットアッパーに固定されてからは安定した活躍をするようになり、46試合の登板で1勝3敗6S17ホールド、防御率2.79の成績を残した。このシーズンは来日してから初めて先発起用が無かった。
2013年、シーズン途中より抑えを務め37試合登板で1勝2敗17セーブとしていたが、8月24日の対ロッテ戦（Kスタ宮城）で9回裏1死一塁の場面で右肘内側に痛みを訴えて降板、翌日に登録抹消。9月4日にアメリカに帰国し、9月14日に右肘靱帯の修復手術を受け、全治10～12カ月と判断され、シーズン終了後に来季の保留選手名簿に載らずに自由契約となった
2014年12月、1年にわたるリハビリの結果肘の完治が困難な事から引退を発表。同時に、ラズナーの人柄の良さやニューヨーク・ヤンキースに在籍していた経緯なども踏まえて、2015年からの東北楽天ゴールデンイーグルス・国際スカウトへの就任も発表された。

## 選手としての特徴
190cmを超える長身から投げ下ろされる平均球速約142km/hの直球、110～120km/h台のカーブやチェンジアップ、打者の手元で微妙に変化するカットボール気味のものやツーシームなどのムーヴィング・ファストボールを持ち球とする。先発時は小さく変化する変化球を多投して打たせて取るピッチングスタイルだが、短いイニングを投げる時はストライクゾーンいっぱいを狙う最速150km/hの球威ある速球が投球内容の大半を占め、たまにカーブを交えるという力で押すピッチングスタイルである。
コントロールの良さは楽天投手コーチの佐藤義則から高く評価される反面、被本塁打率が高い。またストライクゾーンへ投げたがる癖があり、この弱点を克服するため、日本のプロ野球に向いた投球術を佐藤から指導を受けていた。

## 詳細情報

### 年度別投手成績
| 年 度    | 球 団    | 登 板 | 先 発 | 完 投 | 完 封 | 無 四 球 | 勝 利 | 敗 戦 | セ 丨 ブ | ホ 丨 ル ド | 勝 率 | 打 者 | 投 球 回 | 被 安 打 | 被 本 塁 打 | 与 四 球 | 敬 遠 | 与 死 球 | 奪 三 振 | 暴 投 | ボ 丨 ク | 失 点 | 自 責 点 | 防 御 率 | W H I P |
| -------- | -------- | ----- | ----- | ----- | ----- | -------- | ----- | ----- | -------- | ----------- | ----- | ----- | -------- | -------- | ----------- | -------- | ----- | -------- | -------- | ----- | -------- | ----- | -------- | -------- | ------- |
| 2005     | WSH      | 5     | 1     | 0     | 0     | 0        | 0     | 1     | 0        | 0           | .000  | 31    | 7.1      | 5        | 0           | 2        | 1     | 2        | 4        | 0     | 0        | 3     | 3        | 3.68     | 0.95    |
| 2006     | NYY      | 6     | 3     | 0     | 0     | 0        | 3     | 1     | 0        | 0           | .750  | 83    | 20.1     | 18       | 2           | 5        | 0     | 1        | 11       | 1     | 0        | 10    | 10       | 4.43     | 1.13    |
| 2007     | NYY      | 6     | 6     | 0     | 0     | 0        | 1     | 3     | 0        | 0           | .250  | 111   | 24.2     | 29       | 4           | 8        | 0     | 2        | 11       | 0     | 0        | 14    | 11       | 4.01     | 1.50    |
| 2008     | NYY      | 24    | 20    | 0     | 0     | 0        | 5     | 10    | 0        | 0           | .333  | 513   | 113.1    | 135      | 14          | 39       | 1     | 5        | 67       | 4     | 0        | 74    | 68       | 5.40     | 1.54    |
| 2009     | 楽天     | 15    | 15    | 1     | 0     | 1        | 4     | 7     | 0        | 0           | .364  | 361   | 81.1     | 94       | 13          | 23       | 1     | 7        | 52       | 0     | 3        | 56    | 55       | 6.09     | 1.44    |
| 2010     | 楽天     | 26    | 26    | 1     | 0     | 0        | 5     | 11    | 0        | 0           | .313  | 669   | 152.2    | 154      | 13          | 58       | 1     | 9        | 118      | 7     | 0        | 83    | 76       | 4.48     | 1.39    |
| 2011     | 楽天     | 34    | 5     | 0     | 0     | 0        | 3     | 4     | 17       | 1           | .429  | 225   | 53.0     | 52       | 1           | 16       | 0     | 0        | 46       | 1     | 0        | 16    | 12       | 2.04     | 1.28    |
| 2012     | 楽天     | 46    | 0     | 0     | 0     | 0        | 1     | 3     | 6        | 17          | .250  | 174   | 42.0     | 36       | 3           | 12       | 0     | 0        | 32       | 1     | 0        | 15    | 13       | 2.79     | 1.14    |
| 2013     | 楽天     | 37    | 0     | 0     | 0     | 0        | 1     | 2     | 17       | 3           | .333  | 149   | 37.2     | 31       | 1           | 11       | 0     | 0        | 40       | 1     | 0        | 14    | 14       | 3.35     | 1.12    |
| MLB：4年 | MLB：4年 | 41    | 30    | 0     | 0     | 0        | 9     | 15    | 0        | 0           | .375  | 738   | 165.2    | 187      | 20          | 54       | 2     | 10       | 93       | 5     | 0        | 101   | 92       | 5.00     | 1.45    |
| NPB：5年 | NPB：5年 | 158   | 46    | 2     | 0     | 1        | 14    | 27    | 40       | 21          | .341  | 1578  | 366.2    | 367      | 31          | 120      | 2     | 16       | 288      | 10    | 3        | 184   | 170      | 4.17     | 1.33    |

### 背番号
- 31 （2005年）
- 47 （2006年、2008年 - 同年途中）
- 61 （2007年 - 同年途中）
- 27 （2007年途中 - 同年終了）
- 43 （2008年途中 - 同年終了）
- 17 （2009年 - 2013年）

### 登場曲
- 『My Reason』LINKIN PARK （2009年 - ）